# ワイオタプ

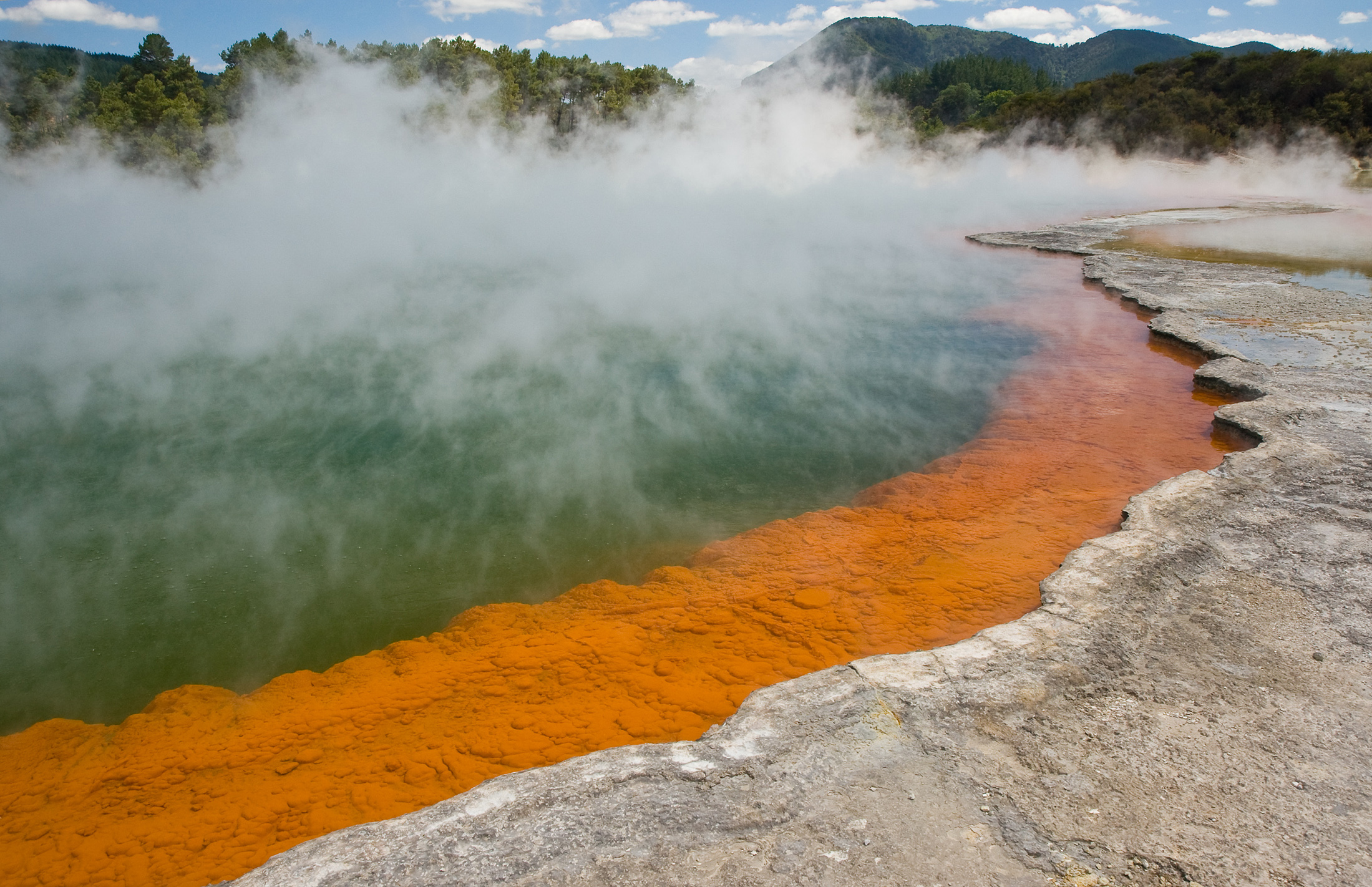
シャンパンプール

ワイオタプ(Waiotapu)は、ニュージーランドにあるタウポ火山帯で、レポロアカルデラのすぐ北、Okataina Volcanic Centreの南端にある活発な地温地帯である。マオリ語で「神聖な水」という意味を持つ。ロトルアの27km南方にある。地下の活発な地熱のため、この地域には、レディ・ノックス間欠泉(Lady Knox Geyser)、シャンパンプール(Champagne Pool)、Artist's Palette、Primrose Terrace等のカラフルな色彩で知られる多くの温泉や温かい泥池がある。アクセスは主に徒歩で、地域の周りに自然に形成された温泉を見ることができる。地熱地帯は、約18km2の広さである。ヨーロッパの支配の前、アラワの末裔であるNgati Whaoa族のホームランドであった。
この地域は、観光地として長い歴史を持つ。1931年以来、この地は景観保護区として保護されてきたが、営業権の下で保護活動の一部として観光業が行われている。"Wai-O-Tapu Thermal Wonderland"の名前の下でビジネスが行われ、2012年には、30年間経営を行ってきたマオリ族のSewell/Leinhardt家から、Te Arawa Group Holdingsが買収した。

## ギャラリー

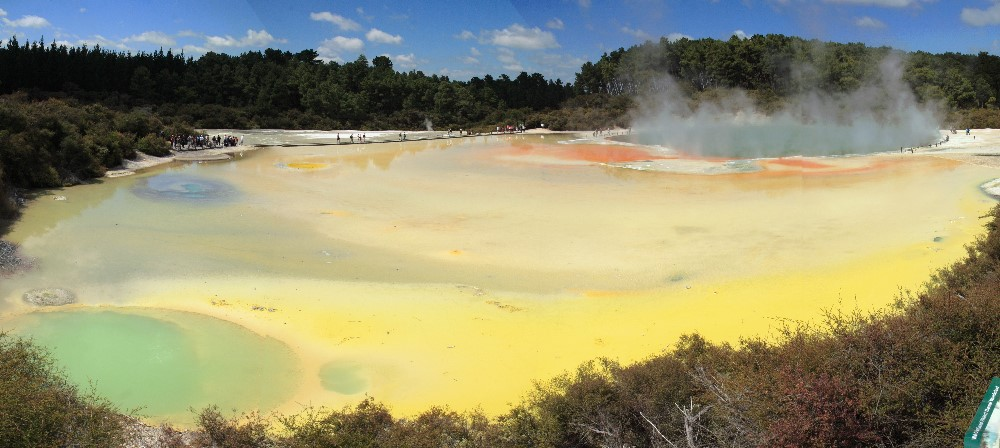
Central Pools of Wai-o-Tapu
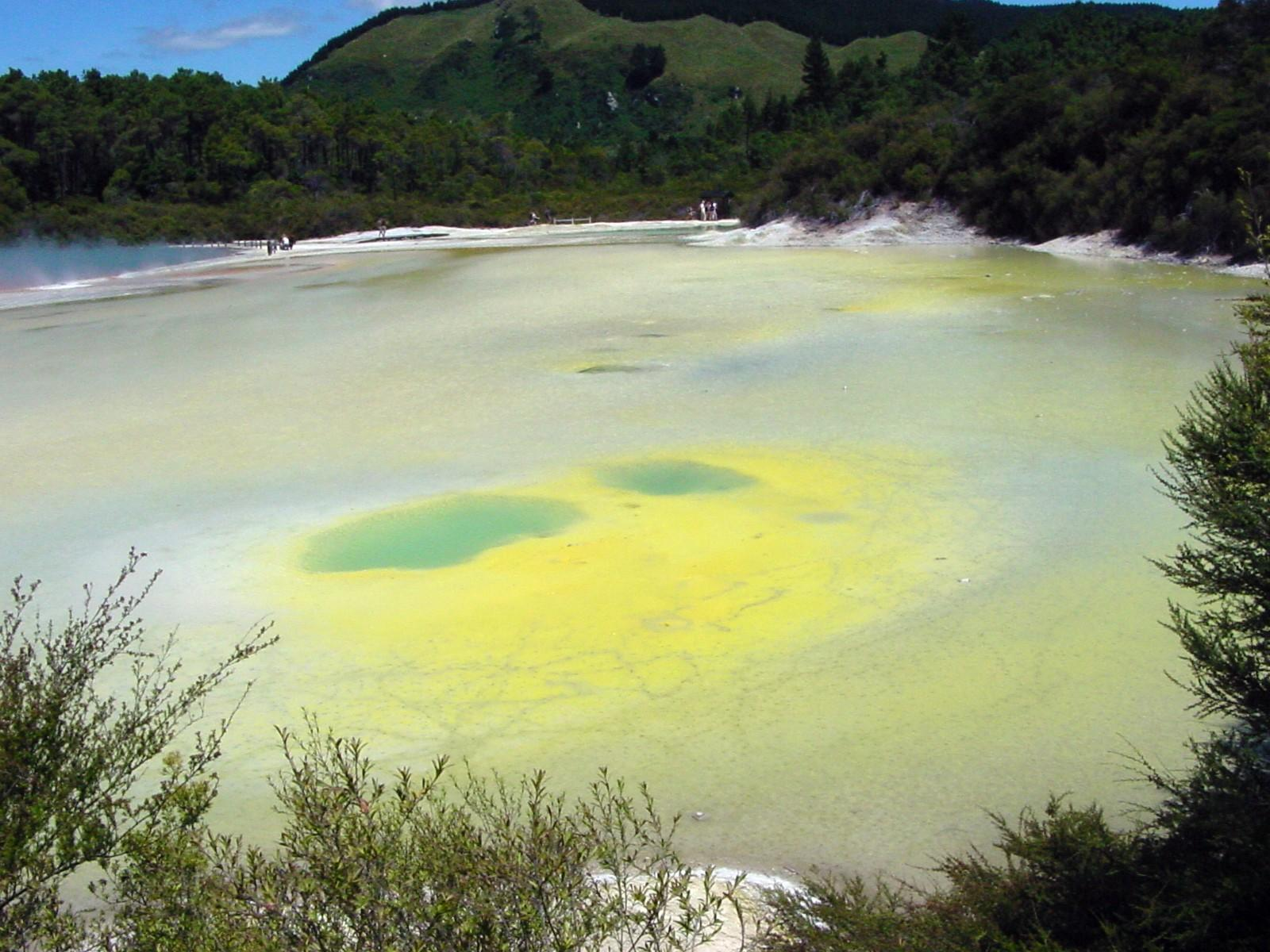
Artist's Palette
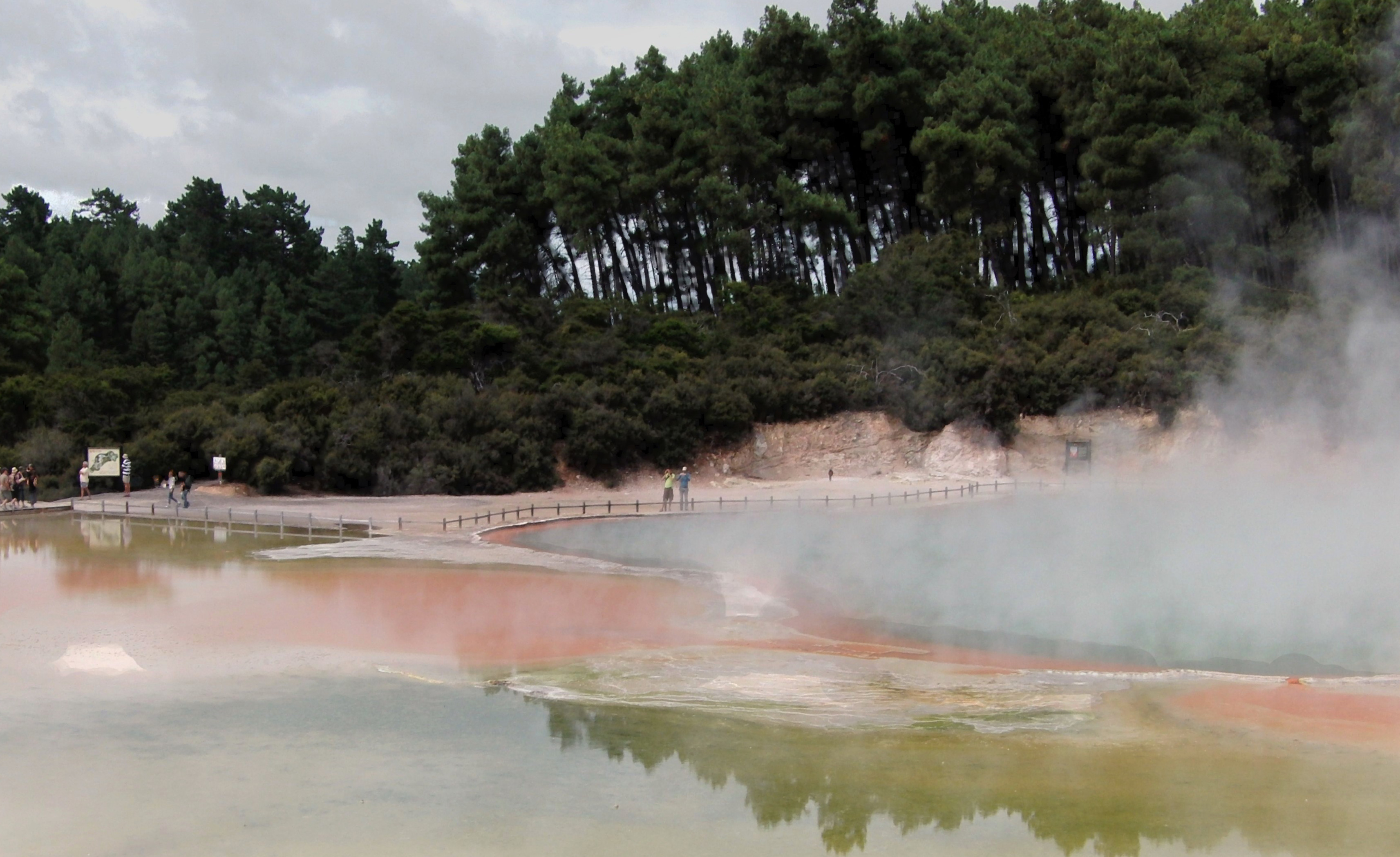
Waiotapu Waiotapu Artist's Palette.